# احمدآباد (مقاطعة دليجان)
احمدآباد (بالفارسية: احمدآباد) هي مستوطنة تقع في قسم جوشق الريفي (مقاطعة دليجان) في إيران.